# Christian Riesen
Christian Riesen (* 25. Dezember 1970) ist ein Schweizer Buchautor. Sein Pseudonym ist John Punisher.
Er wurde mit dem Buch «Das Schwarzbuch der Rache» über die Landesgrenzen hinaus bekannt. Das Buch unterhält mit über 333 Rachegeschichten, angefangen vom lustigen Schulstreich bis hin zum bitterbösen Racheakt unter Feinden. Das Buch erschien im Eichborn Verlag in Frankfurt.